# Џеф Самарџија
Џефри Алан Самарџија (енгл. Jeffrey Alan Samardzija; Меривил, 23. јануар 1985) је амерички професионални бејзбол играч, српског порекла. Његови баба и деда из Србије су емигрирали у САД четрдесетих година 20. века.
Наступа за Сан Франциско џајантс од 2016. у МЛБ лиги. Надимак му је Ајкула (Shark).